# کوکائین (فیلم)
کوکائین (به انگلیسی: Blow) ضربه یا کوکائین (نام فیلم کلمه‌ای عامیانه به معنی کوکائین است) فیلمی دربارهٔ زندگی‌نامهٔ جورج جانگ، قاچاقچی آمریکایی کوکائین است که بر اساس داستان‌های واقعی زندگی او در سال ۲۰۰۱ ساخته شده‌است. کارگردان این فیلم تد دم است. دیوید مک کنا و نیک کاساوتس داستان آن را از کتابی نوشتهٔ بروس پورترز (۱۹۹۳) اقتباس کردند. جانی دپ در این فیلم نقش جورج جانگ را ایفا کرده‌است.

## بازیگران
| بازیگر           | نقش                               |
| ---------------- | --------------------------------- |
| جانی دپ          | جورج جانگ                         |
| ری لیوتا         | فردریک جانگ، پدر جورج             |
| پنلوپه کروز      | میرتا جانگ، همسر جورج             |
| فرانکا پوتنته    | باربارا                           |
| ریچل گریفیتس     | ارمین جانگ، مادر جورج             |
| پل روبنس         | درک فوریل                         |
| جوردی مویا       | دیگو دلگادو                       |
| کلیف کرتیس       | پابلو امیلیو                      |
| مکس پرلیچ        | کوین دالی                         |
| میگل ساندووال    | آگوستو الیوراس                    |
| اتان سوپلی       | تونا                              |
| جس جیمز          | کودکی جورج                        |
| کوین گیج         | لیون مینگلا                       |
| تونی آمندولا     | سانچز                             |
| اما رابرتز       | کریستینا سان شاین جانگ، دختر جورج |
| جیمی کینگ        | بزرگسالی کریستینا                 |
| ریچارد لاگراونیس | کارآگاه                           |